# Otavio Roichman
Otavio da Rosa Borges Roichman (9 de novembro de 1982, Rio de Janeiro, Brasil) é treinador do Flamengo Futebol Americano e da Seleção Brasileira de Futebol Americano. Com 15 anos de experiência no esporte e vários títulos em equipes como Falcões FA, América Red Lions, Fluminense Imperadores e Flamengo FA, Otávio é um dos nomes mais respeitados do futebol americano no Brasil.

## Fluminense Imperadores
Otávio foi bicampeão brasileiro de futebol americano pela equipe carioca Rio de Janeiro Imperadores (que mais tarde fez parceira com o clube Fluminense). Em 2011, na frente de 10 mil torcedores no Couto Pereira, Otávio e seus comandados foram coroados campeões nacionais contra o time da casa Coritiba Crocodiles.

## Flamengo Futebol Americano
Em abril de 2013, foi um dos fundadores Flamengo Futebol Americano depois do fim da parceria do Imperadores com o Fluminense Football Club.

## Seleção Brasileira
Foi o coordenador de ataque da Seleção Brasileira de Futebol Americano na vitórias de 33 x 0 contra o Chile em Foz do Iguaçu. Em 2014, na vitória de 49 a 0 contra o Uruguai em Montevideo, co-liderou o ataque verde amarelo com o treinador do Cuiabá Arsenal Brian Guzman.

## Vida pessoal
Otavio é casado e reside no Rio de Janeiro com sua esposa Roberta e seu filho recém nascido Davi.
É torcedor fanático do Indianapolis Colts e seu ídolo no esporte é o quarterback Peyton Manning.